# SAP ERP
SAP ERP és un programari de planificació de recursos empresarials desenvolupat per l'empresa alemanya SAP SE. SAP ERP incorpora les funcions empresarials clau d'una organització. L'última versió de SAP ERP (V.6.0) es va posar a disposició l'any 2006. El paquet de millora SAP 8 més recent per a SAP ERP 6.0 es va llançar el 2016. Ara es considera tecnologia heretada, després d'haver estat substituïda per SAP S/4HANA.

## Funcionalitat
Els processos empresarials inclosos a SAP ERP són:
- Operacions (vendes i distribució, gestió de materials, planificació de la producció, execució logística i gestió de la qualitat),
- Finances ( comptabilitat financera, comptabilitat de gestió, gestió de la cadena de subministrament financera),
- Gestió del capital humà (formació, nòmines, e-recruiting) i
- Serveis corporatius (gestió de viatges, medi ambient, salut i seguretat i gestió immobiliària).[3]

## Desenvolupament
Es va crear un ERP basat en l'antic programari SAP R/3. SAP R/3, que es va llançar oficialment el 6 de juliol de 1992, consistia en diverses aplicacions a sobre de SAP Basis, el conjunt de programes i eines de middleware de SAP. Totes les aplicacions es van crear sobre el SAP Web Application Server. Es van utilitzar conjunts d'extensions per oferir noves funcions i mantenir el nucli el més estable possible. El servidor d'aplicacions web contenia totes les capacitats de SAP Basis.
Es va produir un canvi d'arquitectura amb la introducció del meu SAP ERP l'any 2004. R/3 Enterprise es va substituir per la introducció del component central ERP (SAP ECC). SAP Business Warehouse, SAP Strategic Enterprise Management i Internet Transaction Server també es van fusionar a SAP ECC, cosa que va permetre als usuaris executar-los en una sola instància. El SAP Web Application Server es va incorporar a SAP NetWeaver, que es va introduir el 2003. També es van fer canvis arquitectònics per donar suport a una arquitectura de servei empresarial per a la transició dels clients a una arquitectura orientada al servei.
L'última versió, SAP ERP 6.0, es va publicar el 2006. Des de llavors, SAP ERP 6.0 s'ha actualitzat mitjançant paquets de millora SAP, el més recent: el paquet de millora SAP 8 per a SAP ERP 6.0 es va llançar el 2016.

## Implementació
SAP ERP consta de diversos mòduls, com ara Comptabilitat financera (FI), Controlling (CO), Comptabilitat d'actius (AA), Vendes i distribució (SD), SAP Customer Relationship Management (SAP CRM), Gestió de materials (MM), Planificació de la producció (PP), Gestió de la qualitat (QM), Project System (PS), Manteniment de plantes (PM), Recursos Humans (RH), Gestió de magatzems (WM). Tradicionalment, una implementació es divideix en:
- Fase 1 – Preparació del projecte
- Fase 2 – Projecte empresarial
- Fase 3 – Realització
- Fase 4 – Preparació final
- Fase 5: Suport en directe